# Rainbow S.r.l.
Rainbow S.p.A. (тимчасово називалася Rainbow S.r.l.) — італійська компанія, що спеціалізується на виробництві анімації, відома насамперед найпопулярнішим серіалом «Клуб Вінкс: Школа чарівниць» (оригінальна назва Winx Club). Заснована в Лорето.
Компанія також випускає інші мультсеріали, такі як Tommy & Oscar, Monster Allergy, Prezzemolo, PopPixie і Huntik — Secrets & Seekers. Засновником і генеральним директором є Іджиніо Страффі.

## Фільмографія

### Повнометражні мультфільми
- Winx Club — The Mystery of the Abyss — (укр. Клуб Вінкс: Таємниця морської безодні) (2014)
- Winx Club — Magica Avventura — (укр. Клуб Вінкс: Чарівна пригода) (2010)
- Winx Club — Il segreto del Regno Perduto — (укр. Клуб Вінкс: Таємниця загубленого королівства) (2007)
- Gladiators Of Rome (2012) — (укр. Гладіатори Риму)
- Il gatto Leopoldo (2019) — (укр. Кіт Леопольд)

### Телевізійні мультсеріали
- Mia and Me (2011)
- Чарівні Поппіксі (2010)
- Huntik — Secrets & Seekers (2009)
- Monster Allergy (2005/2006)
- Winx Club (2003—2015)
- Prezzemolo (2002)
- Tommy & Oscar (1998)
- Winx Club WOW: World of Winx(2016—2017)
- Королівська Академія(з 2016 р.)

### Концерт в анімації
У 2009 році Rainbow випустили DVD-відео диск під назвою «Winx Club In Concerto» з концертом Winx Rock Band, частково виконаним в 3D-анімації. Пісні, представлені на диску, виконує Еліза Росселлі.

## Подання
- Winx Power Music Show — музично-танцювальне шоу, де танцівниці зображують фей з Клубу Вінкс. Перше представлення відбулося в Італії у 2005 році.
- Winx on Ice — натхненні успіхом попереднього шоу, Rainbow представили новий концерт «Winx on Ice» (укр. «Вінкс на льоду»), в якому фігуристки катаються на льоду, зображуючи фей з Клубу Вінкс. Шоу Сальваторе Вівінетто, хореограф Альберта Пальмісано. Перша вистава відбулася в 2008 році в Італії (головної фігуристкою виступила чемпіонка Європи з фігурного катання Кароліна Костнер), і, як очікується, відбудеться показ вистави у більшості країн світу до 2011 року.